# Otostegia
Otostegia es un género de plantas con flores perteneciente a la familia Lamiaceae. Comprende 40 especies descritas.

## Distribución
El área de distribución nativa de este género se extiende desde Camerún, el noreste de África tropical e Israel, hasta Arabia y el Asia Central.

## Taxonomía
El género fue descrito por George Bentham y publicado en Labiatarum Genera et Species 601, en 1834.

#### Etimología
Otostegia: nombre genérico que deriva de la combinación de los 2 vocablos griegos οὔς, ὠτός (oỹs, ōtós); "oreja", y στέγη (stégē); "cámara, cubierta, techo"; "cubierta de oreja", en referencia a la forma que adopta labio superior de la corola de las flores, que cubren parcialmente las anteras a modo de pequeña cubierta, presente en las especies del género.

## Especies
Comprende 7 especies, 5 subespecies y 2 variedades aceptados:
- Otostegia ericoidea Ryding, 2005
- Otostegia erlangeri Gürke, 1905
- Otostegia fruticosa (Forssk.) Schweinf. ex Penz., 1893
  - Otostegia fruticosa subsp. fruticosa
  - Otostegia fruticosa subsp. schimperi (Benth.) Sebald, 1973
- Otostegia hildebrandtii (Vatke y Kurtz) Sebald, 1973
- Otostegia migiurtiana Sebald, 1973
- Otostegia modesta S.Moore, 1899
  - Otostegia modesta var. buranensis Sebald, 1973
  - Otostegia modesta var. modesta
- Otostegia tomentosa A.Rich., 1850
  - Otostegia tomentosa subsp. ambigens (Chiov.) Sebald, 1973
  - Otostegia tomentosa subsp. steudneri (Schweinf.) Sebald, 1973
  - Otostegia tomentosa subsp. tomentosa A.Rich.[4]